# Gloucestershire County Cricket Club
Der Gloucestershire County Cricket Club repräsentiert die traditionelle Grafschaft Gloucestershire in den nationalen Meisterschaften im englischen Cricket.

## Geschichte

### Die Gründungsphase

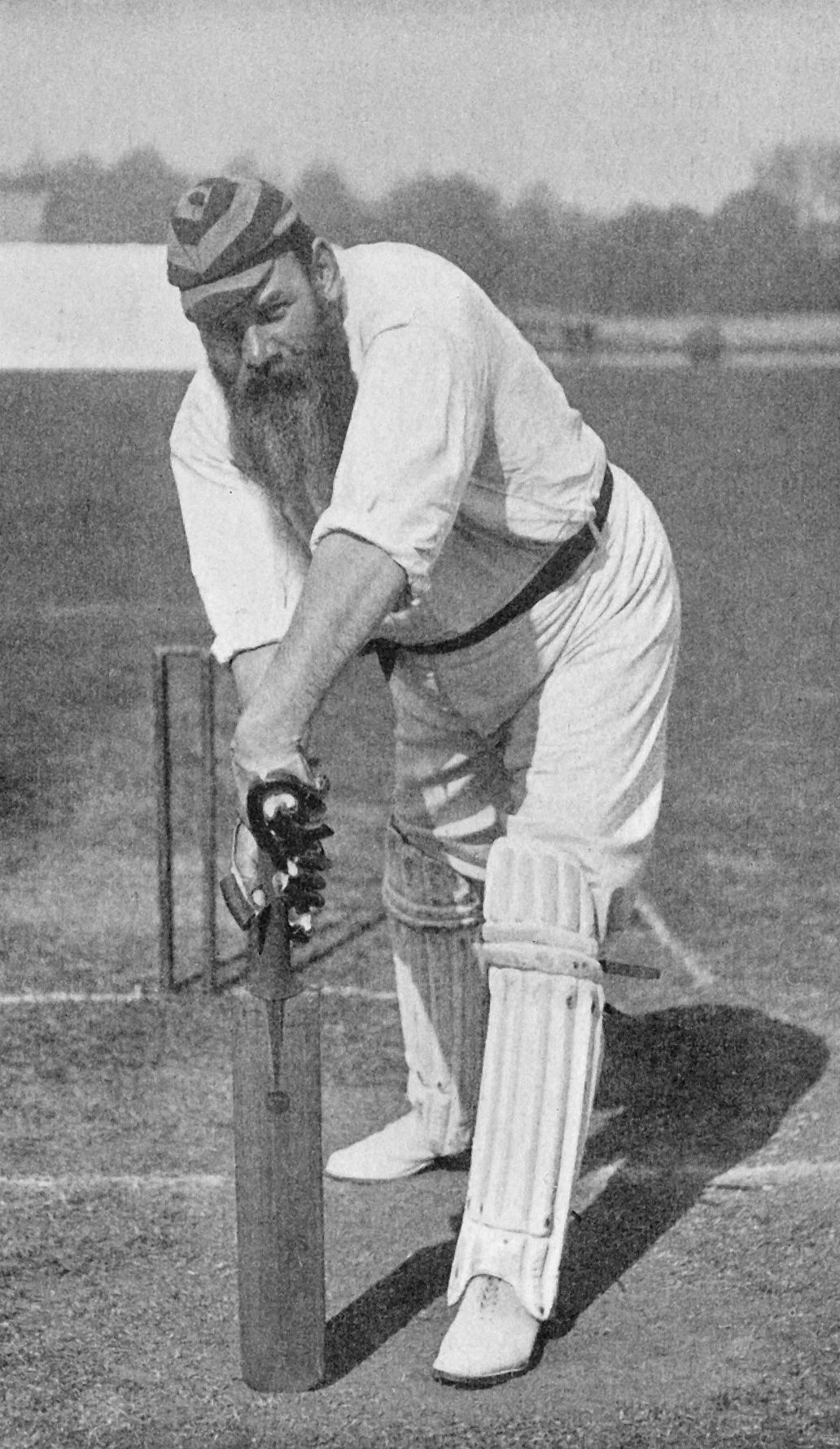
W. G. Grace

Das erste dokumentierte Spiel, das in Gloucester ausgetragen wurde, fand im September 1729 statt. Mehr Informationen zum Cricket in Gloucestershire sind dann ab den 1860er Jahren bekannt. So spielte eine Mannschaft unter dem Namen Gloucestershire in 1862 gegen ein Team aus Devon. 1863 kam es zur Gründung des Cheltenham and County of Gloucester Cricket Club, einem der Vorläufer des County Cricket Club, der dann offiziell 1870 gegründet wurde. Maßgeblich verantwortlich dafür war die Grace-Familie, die schon lange zuvor als Cricket-Familie bekannt war. Dr Henry Mills Grace hatte mit der Gründung des Mangotsfield Cricket Club eine weitere entscheidende Grundlage dafür gebildet. Dieser schloss sich dann mit dem Coalpit Heath CC zusammen und bildete den West Gloucestershire CC, der dann letztendlich dann unter Gloucestershire County Cricket firmierte. Das erste County-Spiel fand am 2. Juni 1870 gegen Surrey statt. William Grace, besser bekannt unter seinen Initialen W. G. Grace, der Sohn von Henry Mills Grace, war der Kapitän der Mannschaft während dieses Spiels und sollte dies über mehr als zwanzig Jahre bleiben. In 1872 wurde erstmals das Cheltenham Cricket Festival abgehalten, bei dem bis heute der Club jeweils zwei County Matches auf dem College Ground in Cheltenham austrägt. Ab 1873 spielte Gloucestershire dann in der inoffiziellen County Championship und gewann bei der ersten Ausgabe gemeinsam mit Nottingham den Titel. Gloucestershire war bis 1876 eine Amateurmannschaft, während andere Mannschaften schon früher diesen Schritt gegangen waren. Billy Midwinter war der erste professionelle Spieler des Clubs. W. G. Grace war zusammen mit seinen Brüdern Edward (E. M.) und Fred (G. F.) der entscheidende Spieler in dieser Zeit. Gloucestershire blieb dabei sehr erfolgreich, gewann die inoffizielle Meisterschaft 1876 und 1877 und verlor erst in 1878 gegen eine australische Auswahl das erste Heimspiel überhaupt. In 1879 wurde vorgeschlagen die Spiele die bisher in Cheltenham ausgetragen wurden ebenfalls in Bristol zu veranstalten, was jedoch das County Committee ablehnte. 1880 starb Fred Grace und Gloucestershire konnte an die Erfolge nicht mehr anknüpfen. Ab 1884 versuchte Henry Mills Grace Land für einen County Ground zu pachten, jedoch wurde das gewählte Gelände, auf dem später Bristol Rovers sein lange Zeit genutztes Eastville Stadium errichtete 1887 abgelehnt. Daraufhin entschied man sich 1888 Land am heutigen Standort des Bristol County Ground an der Nevil Road zu kaufen, wo man ab 1889 seine Heimspiele austrug.

### County Championship

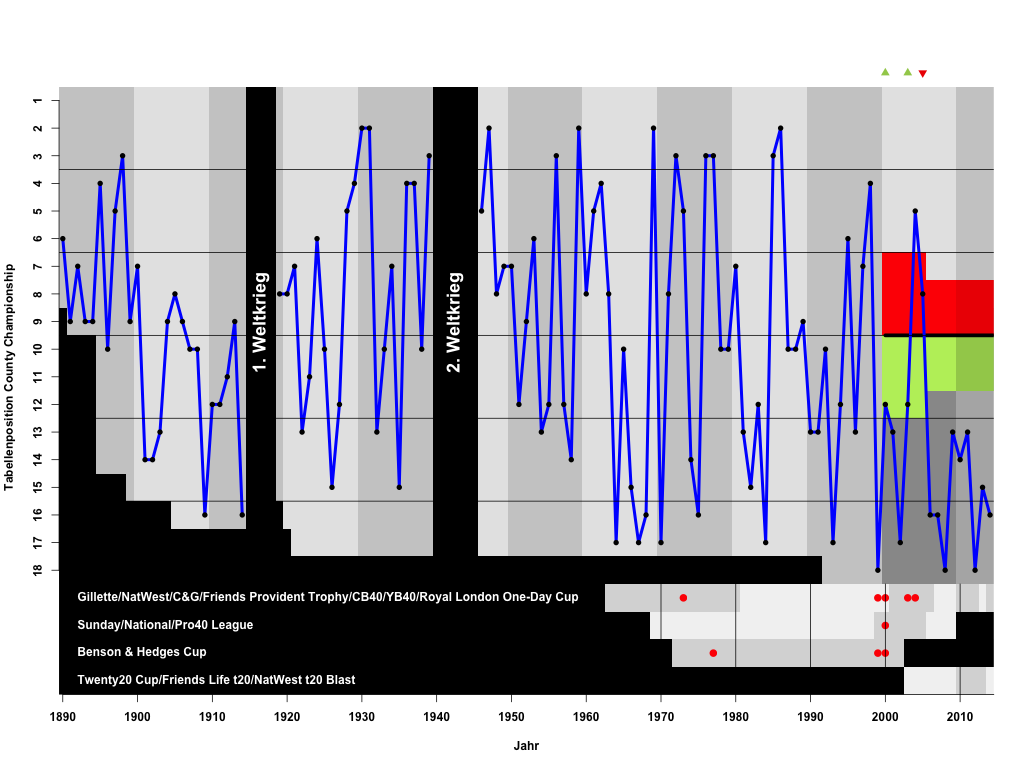
Performance des Gloucestershire County Cricket Club im First Class, One-Day und T20 Cricket in den nationalen englischen Wettbewerben.

Ab der Saison 1890 nahm Gloucestershire an der neu gegründeten County Championship teil und hielt sich die ersten Jahre in der unteren Tabellenhälfte auf. 1898 gelang ein dritter Platz, bevor im Folgejahr W. G. Grace, nach 51 Centuries für den Club, von seinem Kapitänsamt zurücktrat. Bis zum Ersten Weltkrieg verblieb der Club zumeist in der unteren Tabellenhälfte. Spieler die in dieser Zeit das Team dominierten waren Gilbert Jessop, Charlie Townsend, William Brain und Frederick G. Roberts. Über den Ersten Weltkrieg hinaus spielte Bowler Charlie Parker, der bis 1933 im Verein verblieb. In der County Championship stabilisierte sich der Verein im Mittelfeld, der 1919 seinen County Ground verkaufte, bevor er ihn 1933 wieder erwarb. Maßgeblich dafür verantwortlich war Batsman Wally Hammond, der ab 1923 für den Verein spielberechtigt war. Dieser führte Gloucestershire Saison 1930 und Saison 1931 jeweils zu zweiten Plätzen in der County Championship. Insgesamt erzielte er 113 Centuries für den Club. Bis zum Zweiten Weltkrieg waren die Platzierungen im Mittelfeld die Regel und in der letzten Vorkriegssaison Saison 1939 gelang noch einmal ein dritter Platz. Nach dem Krieg gelang Saison 1947 abermals ein zweiter Platz, bevor der Club für die meiste Zeit der 1950er Jahre wider ins Mittelfeld zurückfiel. Wichtigster Spieler der Zeit war Tom Graveney, der 1959 das Team als neuer Kapitän wieder auf Platz zwei der Tabelle brachte. Ein Jahr später platzierte sich die Mannschaft wieder im Mittelfeld und Graveney verlor sein Kapitänsamt und verließ daraufhin den Verein in Richtung Worcestershire. Der Club stürzte Mitte der 1960er Jahre zwei Mal auf den letzten Platz (1965, 1968), bevor 1969 abermals ein zweiter Platz gelang. Zu dieser Zeit kam mit dem Südafrikaner Mike Procter ein Überseespieler zum Team, der das Team so stark dominierte, dass Fans dafür plädierten den Club in Proctershire umzubenennen. Das auf und ab wiederholte sich in den Folgejahren und mit der Einführung des One-Day-Cricket gelang 1973 mit dem Gewinn des Gilette Cups der erste Titel seit den 1870er Jahren. In diesem Jahrzehnt gewann der Club auch die Benson & Hedges Cup 1977 und platzierte sich dreimal an Platz drei in der County Championship (1972, 1976, 1977). Die 1980er Jahre starteten enttäuschend, ein letzter Platz 1984 war dabei der Tiefpunkt. In den beiden Folgesaisons gelangen dann ein dritter und ein zweiter Platz. Maßgeblichen Einfluss in der Zeit hatte der Pakistaner Zaheer Abbas. Er wurde als Überseespieler gefolgt durch den Jamaikaner Courtney Walsh der 14 Jahre erfolgreich für den Verein spielte. Er bestimmte zusammen mit dem späteren Kapitän Jack Russell das Spielgeschehen des Clubs.

### Erfolge im One-Day Cricket
Nachdem im First-Class-Cricket in den 1990er Jahren der endgültige Abstieg erfolgt war, begann ab Ende des Jahrzehnts die goldene Zeit des Vereins. Jack Russell gab sein Kapitänsamt ab, blieb dem Verein jedoch erhalten. Unter Kapitän Mark Alleyne gelang dem Club 1999 die NatWest Trophy und der Benson & Hedges Cup. Diese beiden Titel konnten 2000 wiederholt werden und zudem noch die Norwich Union National League gewonnen werden. 2003 und 2004 folgte noch jeweils die Cheltenham & Gloucester Trophy. Diese beiden Saisons waren auch die einzigen in der Gloucestershire erfolge im First-Class Cricket erzielen konnte, nachdem es nach der Aufteilung in zwei Divisionen in der Saison 2000 in die zweite einsortiert worden war. 2003 gelang der Aufstieg in die erste Division und 2004 der Klassenerhalt, bevor 2005 wieder der Abstieg erfolgte. Seitdem verblieb der Club in der zweiten Division. Der letzte Erfolg folgte dann 2015, als der Club unter Michael Klinger den Royal London One-Day Cup gewann.

## Stadion
Das Heimstadion des Clubs ist das Bristol County Ground in Bristol. Des Weiteren wird heute noch der College Ground in Cheltenham als Heimstätte genutzt.

## Erfolge

### County Cricket
- Gewinn der County Championship (0): –

### One-Day Cricket
- Gilette/NatWest/C&G Trophy/FP Trophy (1963–2009) (5): 1973, 1999, 2000, 2003, 2004
- Sunday/National/Pro40 League (1969–2009) (1): 2000
- Benson & Hedges Cup (1972–2002) (3): 1977, 1999, 2000
- ECB 40/Clydesdale Bank/Yorkshire Bank 40 (2010–2013) (0): –
- Royal London One-Day Cup (2014-heute) (1): 2015

### Twenty20
- Twenty20 Cup/Friends Life t20/NatWest t20 Blast (0): –

## Statistiken

### Runs
Die meisten Runs im First-Class Cricket wurden von den folgenden Spielern erzielt:
| Spieler       | Spielzeiten | Runs   |
| ------------- | ----------- | ------ |
| Wally Hammond | 1920–1951   | 33.664 |
| Arthur Milton | 1948–1974   | 30.218 |
| Alfred Dipper | 1908–1932   | 27.948 |
| Ron Nicholls  | 1951–1975   | 23.607 |
| Martin Young  | 1949–1964   | 23.400 |

### Wickets
Die meisten Wickets im First-Class Cricket wurden von den folgenden Spielern erzielt:
| Spieler        | Spielzeiten | Runs  |
| -------------- | ----------- | ----- |
| Charlie Parker | 1903–1935   | 3.170 |
| Tom Goddard    | 1922–1952   | 2.862 |
| George Dennett | 1903–1926   | 2.082 |
| Sam Cook       | 1946–1964   | 1.768 |
| John Mortimore | 1950–1975   | 1.696 |